# Македонський Брод
Македонський Брод (мак. Македонски Брод) — місто в Північній Македонії. Центр однойменної общини. Станом на 2002 рік тут проживало 3 740 осіб.
Поблизу знаходиться печера Пешна.
| Північна Македонія | Це незавершена стаття з географії Північної Македонії. Ви можете допомогти проєкту, виправивши або дописавши її. |